# Tournoi d'ouverture du championnat du Salvador de football 2013
Navigation
Saison précédente Saison suivante
Le Tournoi Apertura 2013 est le trente-et-unième tournoi saisonnier disputé au Salvador.
C'est cependant la 78e fois que le titre de champion du Salvador est remis en jeu.
Lors de ce tournoi, le CD Luis Ángel Firpo a tenté de conserver son titre de champion du Salvador face aux neuf meilleurs clubs salvadoriens.
Chacun des dix clubs participant était confronté deux fois aux neuf autres équipes. Puis les quatre meilleurs se sont affrontés lors d'une phase finale à la fin du tournoi.
Seulement une place était qualificative pour la Ligue des champions de la CONCACAF.

## Les 10 clubs participants
Ce tableau présente les dix équipes qualifiées pour disputer le championnat 2013-2014. On y trouve le nom des clubs, le nom des stades dans lesquels ils évoluent ainsi que la capacité et la localisation de ces derniers.
| \| CD Águila CD Dragón Alianza FC CD Atlético Marte Univ. El Salvador Juventud Independiente Club Deportivo FAS AD Isidro-Metapan CD Luis Ángel Firpo Santa Tecla FC \| Localisation des clubs. |
| CD Águila CD Dragón Alianza FC CD Atlético Marte Univ. El Salvador Juventud Independiente Club Deportivo FAS AD Isidro-Metapan CD Luis Ángel Firpo Santa Tecla FC                               |

| Club                          | Stade                        | Capacité | Ville        |
| CD Águila                     | Stade Juan Francisco Barraza | 10 000   | San Miguel   |
| Alianza FC                    | Stade Jorge González         | 35 000   | San Salvador |
| CD Dragón                     | Stade Juan Francisco Barraza | 10 000   | San Miguel   |
| Club Deportivo FAS            | Stade Oscar Quiteño          | 15 000   | Santa Ana    |
| Juventud Independiente        | Complejo Municipal           | 5 000    | Opico        |
| AD Isidro-Metapan             | Stade Jorge Calero Suárez    | 8 000    | Metapán      |
| CD Luis Ángel Firpo           | Stade Sergio Torres          | 5 000    | Usulután     |
| CD Atlético Marte             | Stade Cuscatlán              | 45 925   | San Salvador |
| Santa Tecla FC                | Stade Las Delicias           | 3 000    | Santa Tecla  |
| CD Universidad de El Salvador | Stade Universitario UES      | 10 000   | San Salvador |

## Compétition
Le tournoi Apertura se déroule de la même façon que les tournois des championnats précédents, en deux phases :
- La phase de qualification : les dix-huit journées de championnat.
- La phase finale : les matchs aller-retour allant des demi-finales à la finale.

### Phase de qualification
Lors de la phase de qualification les dix équipes affrontent à deux reprises les neuf autres équipes selon un calendrier tiré aléatoirement.
Les quatre meilleures équipes sont qualifiées pour les demi-finales.
Le classement est établi sur le barème de points classique (victoire à 3 points, match nul à 1, défaite à 0).
Le départage final se fait selon les critères suivants :
- Le nombre de points.
- La différence de buts générale.
- Le nombre de buts marqué.

#### Classement
| Rang | Équipe                        | Pts | J  | G | N | P | Bp | Bc | Diff |
| ---- | ----------------------------- | --- | -- | - | - | - | -- | -- | ---- |
| 1    | CD Atlético Marte             | 35  | 18 | 9 | 8 | 1 | 32 | 19 | +13  |
| 2    | Juventud Independiente        | 30  | 18 | 8 | 6 | 4 | 40 | 23 | +17  |
| 3    | Club Deportivo FAS            | 28  | 18 | 7 | 7 | 4 | 23 | 20 | +3   |
| 4    | AD Isidro-Metapan             | 26  | 18 | 6 | 8 | 4 | 26 | 24 | +2   |
| 5    | Alianza FC                    | 26  | 18 | 7 | 5 | 6 | 25 | 25 | 0    |
| 6    | CD Dragón P                   | 22  | 18 | 6 | 4 | 8 | 14 | 19 | -5   |
| 7    | Santa Tecla FC                | 19  | 18 | 4 | 7 | 7 | 24 | 30 | -6   |
| 8    | CD Universidad de El Salvador | 21  | 18 | 6 | 3 | 9 | 23 | 26 | -3   |
| 9    | CD Águila                     | 17  | 18 | 3 | 8 | 7 | 14 | 21 | -7   |
| 10   | CD Luis Ángel Firpo T         | 15  | 18 | 3 | 6 | 9 | 12 | 26 | -14  |

| Légende : Qualifications et relégations | Légende : Qualifications et relégations          |
| --------------------------------------- | ------------------------------------------------ |
|                                         | Qualifié pour les demi-finales                   |
|                                         | T Tenant du titre P Promu de la saison 2012-2013 |

#### Matchs
| Résultats (▼dom., ►ext.)                                   | Agu | Ali | Mar | Dra | FAS | Isi | Ind | Lui | STe | Uni |
| CD Águila                                                  |     | 0-2 | 1-1 | 2-0 | 0-0 | 1-1 | 1-0 | 0-2 | 2-2 | 0-1 |
| Alianza FC                                                 | 1-2 |     | 1-2 | 0-0 | 0-1 | 4-2 | 1-0 | 1-1 | 1-1 | 1-0 |
| CD Atlético Marte                                          | 3-0 | 2-2 |     | 2-0 | 2-2 | 2-0 | 0-0 | 3-2 | 1-1 | 2-2 |
| CD Dragón                                                  | 1-0 | 1-0 | 1-1 |     | 1-0 | 1-1 | 0-0 | 1-2 | 1-0 | 1-0 |
| Club Deportivo FAS                                         | 1-0 | 3-1 | 0-1 | 1-0 |     | 0-1 | 1-1 | 3-2 | 1-1 | 3-2 |
| CD Luis Ángel Firpo                                        | 1-1 | 0-3 | 0-3 | 0-1 | 1-1 |     | 1-2 | 0-0 | 2-1 | 1-0 |
| AD Isidro-Metapan                                          | 2-2 | 2-2 | 0-0 | 2-1 | 4-2 | 1-0 |     | 1-2 | 3-3 | 3-2 |
| Juventud Independiente                                     | 1-1 | 6-0 | 1-2 | 3-1 | 1-1 | 3-0 | 4-4 |     | 2-1 | 0-0 |
| Santa Tecla FC                                             | 0-0 | 1-2 | 2-4 | 2-1 | 2-3 | 0-0 | 2-0 | 1-6 |     | 2-0 |
| CD Universidad de El Salvador                              | 2-1 | 1-3 | 4-1 | 2-1 | 0-0 | 2-1 | 0-1 | 3-2 | 1-2 |     |
| - Victoire à domicile - Match nul - Victoire à l'extérieur |     |     |     |     |     |     |     |     |     |     |

### La phase finale
Les quatre équipes qualifiées sont réparties dans le tableau final d'après leur classement général.
En cas d'égalité lors des demi-finales, c'est l'équipe la mieux classée qui se qualifie. Par contre lors de la finale, si les deux équipes sont à égalité, des prolongations puis une séance de tirs au but ont lieu.

#### Tableau
|  | 1/2 finale             | 1/2 finale             | 1/2 finale        | 1/2 finale | 1/2 finale | 1/2 finale         |                    |     | Finale | Finale | Finale | Finale | Finale |  |
|  |                        |                        |                   |            |            |                    |                    |     |        |        |        |        |        |  |
|  |                        |                        |                   |            |            |                    |                    |     |        |        |        |        |        |  |
|  |                        |                        |                   |            |            |                    |                    |     |        |        |        |        |        |  |
|  | Juventud Independiente | Juventud Independiente | (2)               | 2          | 1          |                    |                    |     |        |        |        |        |        |  |
|  | Juventud Independiente | Juventud Independiente | (2)               | 2          | 1          |                    |                    |     |        |        |        |        |        |  |
|  | Club Deportivo FAS     | Club Deportivo FAS     | (3)               | 2          | 2          |                    |                    |     |        |        |        |        |        |  |
|  | Club Deportivo FAS     | Club Deportivo FAS     | (3)               | 2          | 2          | Club Deportivo FAS | Club Deportivo FAS | (3) | 0      |        |        |        |        |  |
|  |                        |                        |                   |            |            |                    | Club Deportivo FAS | (3) | 0      |        |        |        |        |  |
|  |                        | AD Isidro-Metapan      | AD Isidro-Metapan | (4)        | 1          |                    |                    |     |        |        |        |        |        |  |
|  | CD Atlético Marte      | CD Atlético Marte      | AD Isidro-Metapan | (4)        | 1          | (1)                | 0                  | 2   |        |        |        |        |        |  |
|  | CD Atlético Marte      | CD Atlético Marte      |                   |            |            | (1)                | 0                  | 2   |        |        |        |        |        |  |
|  | AD Isidro-Metapan      | AD Isidro-Metapan      | (4)               | 1          | 2          |                    |                    |     |        |        |        |        |        |  |
|  | AD Isidro-Metapan      | AD Isidro-Metapan      | (4)               | 1          | 2          |                    |                    |     |        |        |        |        |        |  |

#### Demi-finales
| Club                   | Aller | Retour | Club               | Commentaire |
| CD Atlético Marte      | 0-1   | 2-2    | AD Isidro-Metapan  |             |
| Juventud Independiente | 2-2   | 1-2    | Club Deportivo FAS |             |

#### Finale
| 15 décembre 2013 | Club Deportivo FAS | 0:1   | AD Isidro-Metapan | Stade Cuscatlán          |                          |
|                  |                    | (0:0) | 85e Andrés Flores | Arbitrage : Joel Aguilar | Arbitrage : Joel Aguilar |
|                  | Rapport            |       |                   | Arbitrage : Joel Aguilar | Arbitrage : Joel Aguilar |

## Bilan du tournoi
| Tournoi d'ouverture du championnat de football du Salvador 2013 |                              |
| Champion                                                        | AD Isidro-Metapan (8e titre) |
| Dauphin                                                         | Club Deportivo FAS           |
| Qualifications continentales                                    |                              |
| Ligue des champions 2014-2015 (Phase de groupes)                | AD Isidro-Metapan            |

## Statistiques

### Buteurs
| Rang | Nom             | Équipe                 | Buts |
| 1    | Jesús Toscanini | Juventud Independiente | 13   |
| 1    | Gonzalo Mazzia  | CD Atlético Marte      | 13   |
| 3    | David Rugamas   | Juventud Independiente | 8    |
| 3    | Williams Reyes  | Club Deportivo FAS     | 8    |
| 3    | Rommel Mejía    | CD Dragón              | 8    |